# パレオカリヌス
パレオカリヌス（Palaeocharinus）は、約4億年前のデボン紀に生息したワレイタムシ類の一属。丈夫な体型と正面に2列の棘をもつ、スコットランドの堆積累層「Rhynie chert」で見つかった複数の種が知られている。保存状態が例外的に良好な化石により多くの研究をなされ、ワレイタムシ類の形態学・生態学・分類学に重要な情報を与えた有名な属である。

## 形態

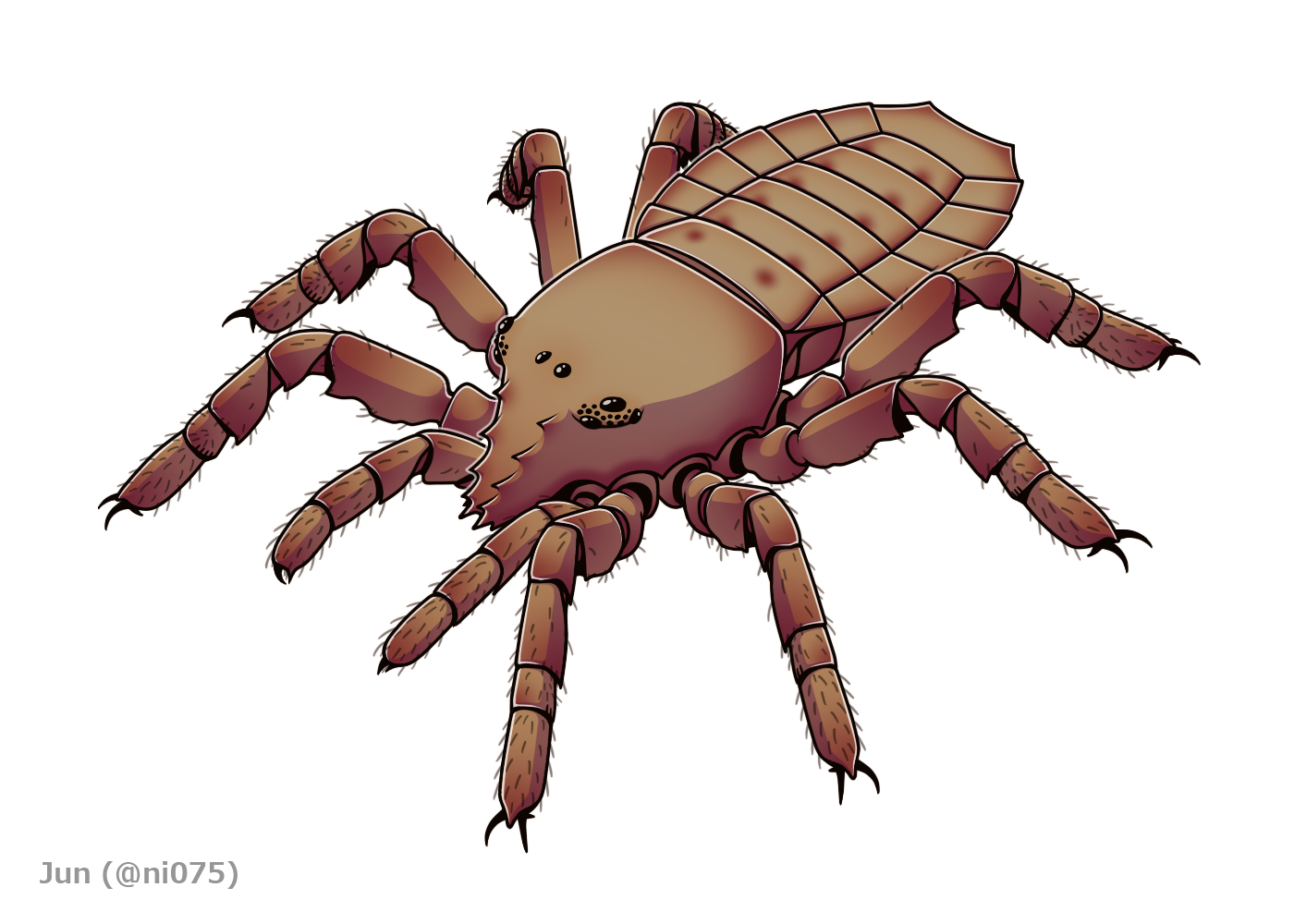
パレオカリヌス（Palaeocharinus rhyniensis）の全身復元図
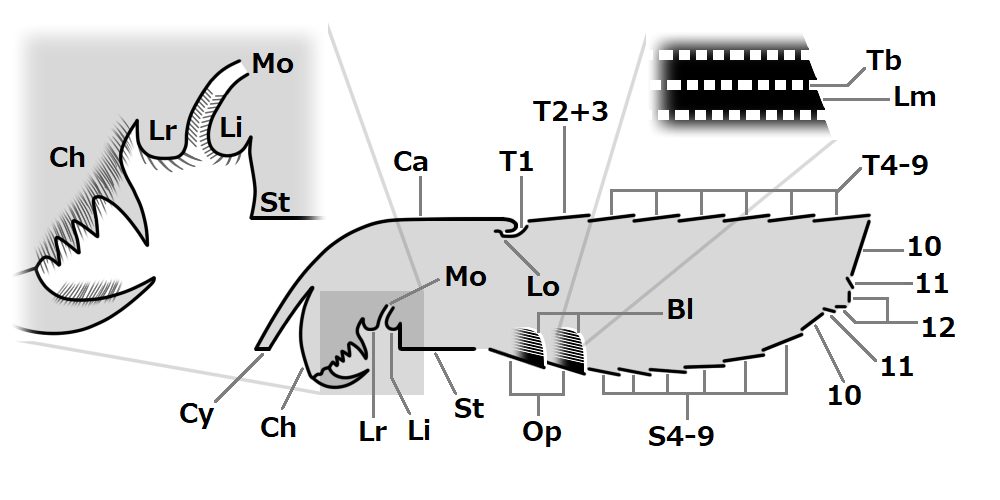
本属の形態に基づいたワレイタムシ類の縦断面図 Bl: 書肺、Ca: 背甲、Ch: 鋏角、Cy: 頭楯、Li: 下唇、Lm: 書肺のラメラ、Lo: locking ridge、Lr: 上唇、Mo: 口、Op: 後体第2-3節の蓋板、S4-9: 後体第4-9節の腹板、St: 前体の腹板、T1-9: 後体第1-9節の背板、書肺の小柱

全体的に頑丈で分厚く、体長5mm前後のワレイタムシ類である。

### 前体
前体（頭胸部）は箱のように盛り上がった背甲（carapace, prosomal dorsal shield）に覆われている。背甲左右の縁は触肢と脚の付け根にあわせて凹凸し、正面は頭楯（clypeus）として斜めに突出する。棘は頭楯の先端に2対とそこから眼の直前まで2列が配置される。中央やや前方に1対の中眼と、左右それぞれ3つの大きなレンズと10個前後の小さなレンズを集約した側眼がある。
鋏角（chelicerae）・触肢（pedipalp）・4対の脚という計6対の付属肢（関節肢）は前体の腹面に連結する。鋏角は他のワレイタムシ類と同じく2節の折りたたみナイフ型で、左右が触肢に挟まれ、下に向かって平行方向に動作する。2節とも内側に剛毛があり、基部の肢節に少なくとも3本の歯（大きな1本と小さな2本以上）がある。
触肢と脚は頑丈でそれぞれ6節と7節の肢節に分かれ、先端ほど剛毛が密集し、腿節・膝節・脛節（第3・4・5肢節）の両腹側に出っ張りがある。触肢の膝節以降の肢節、および脚の膝節と脛節、蹠節（第6肢節）と跗節（最終肢節）はそれぞれ背側1つの関節丘、残りの肢節はそれぞれ2つの関節丘を介して連結する。触肢の先端はクツコムシのように、1本の爪と腹側の突起でできた小さなはさみがある。脚の転節（第2肢節）は球状で、転節と腿節（3肢節）の境目は細く集約し、蹠節の前縁に感覚器と思われるスリット状の構造体が数本あり、跗節の先端は背側に1本の突起と腹側に3本（左右大きな2本と中央小さな1本）の爪がある。第4脚は最も発達だが、脚は全てほぼ同形である。触肢と第1脚は基節（第1肢節）が口側に向かって配置される突起物がある。
鋏角と触肢の間には口を被った上唇（labrum）と下唇（labium）があり、それぞれの内側に剛毛が並んでいる。脚の間には1枚の腹板（sternum）があり、その両縁は脚の基節にあわせて凹凸する。

### 後体
後体（腹部）は他のワレイタムシ類と同様、12節のうち第1節の背板（tergite）は凹凸で背甲と相互に嵌め込まれる構造（locking ridge）になり、第2-8節の背板はそれぞれ横で3枚に細分される。腹面は書肺を支えた2枚の蓋板（opeculum、第2-3節）、左右が後ろ向きに湾曲した6枚の腹板（第4-9節）、および環形の最終3節（第10-12節）をもつ。第2-3節の背板は前後癒合し、第2-8節の背板の中央の板はそれぞれ1対のくぼみがある。第9節の背板は1枚で細分しない。第2-3節の腹面は2枚の蓋板に覆われ、2対の呼吸器である書肺はその左右の裏側に配置される。第2節の蓋板（生殖口をもつとされる生殖口蓋 genital operculum）は前縁が第4脚の基節に挟まれるように尖り、第3節の蓋板と第4節の腹板の間に1対の「ventral sacs」という嚢状の突起物がある。

## 生態
パレオカリヌスは陸棲の捕食者であったと考えられる。鋏角で獲物を仕留め、消化液でそれを体外消化し、上唇と下唇の剛毛で不要な固形物を濾過しながら餌を摂食できたと考えられる。触肢で餌を掴み、基節の突起は摂食を補助する器官であったと推測される。基節の可動域は不明だが、少なくとも脚の一部（腿節と膝節、膝節と脛節）の関節は、可動域がクモの脚ほど幅広くはなかったと考えられる。

## 分類

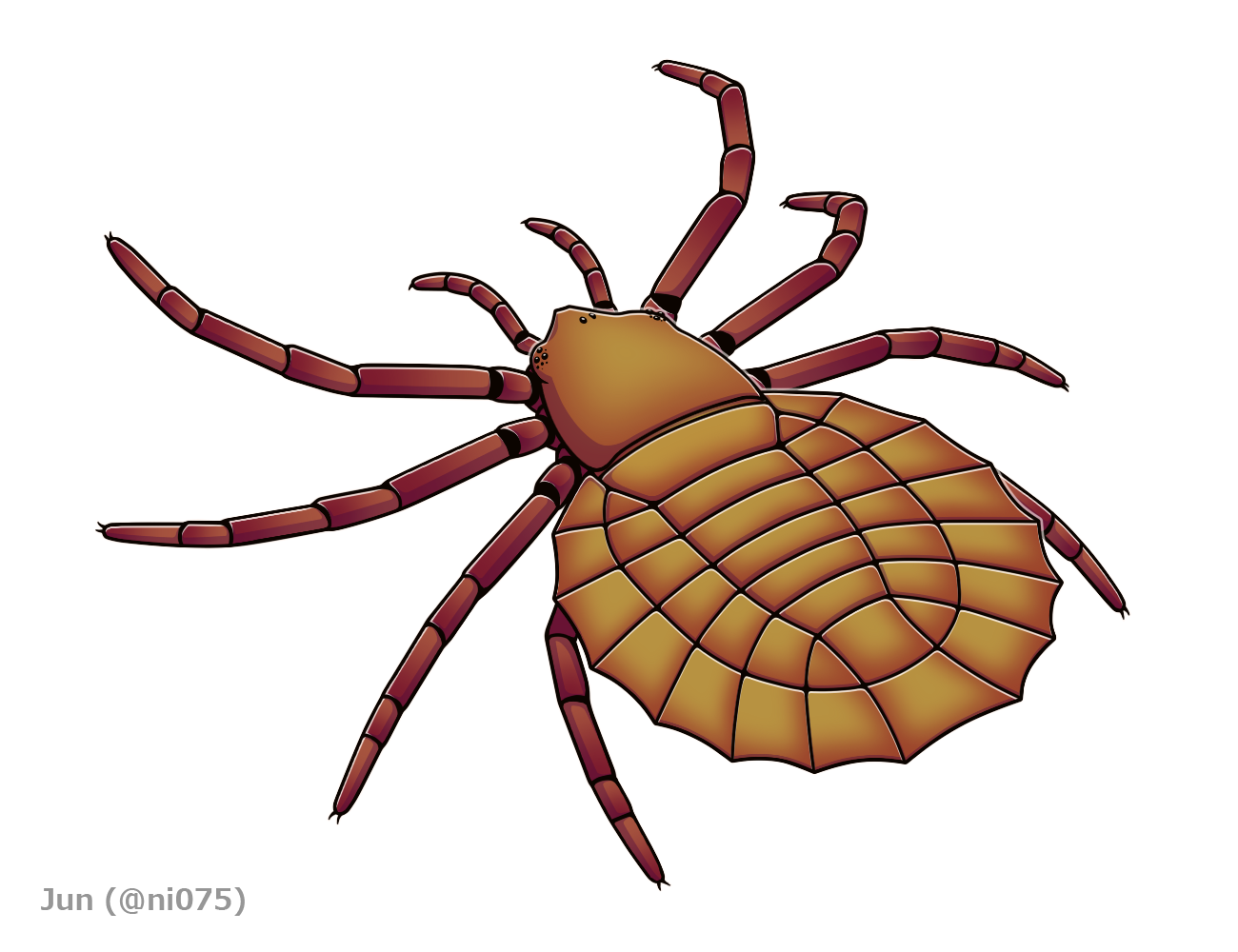
マルワレイタムシ科の Maiocercus celticus

パレオカリヌスを含んだワレイタムシ類は、クモガタ類の中で四肺類（クモ・ウデムシ・サソリモドキ・ヤイトムシなどを含んだ系統群）の近縁として広く認められ、同時にクツコムシとの関係性も議論される（詳細はワレイタムシ#分類を参照）。
パレオカリヌスは、デボンワレイタムシ科（Palaeocharinidae）というワレイタムシ類として原始的と思われる群に分類される属である。同じ科に分類される属は Gigantocharinus、Gilboarachne などが挙げられるが、この分類体系は系統関係を反映しない可能性がある。例えば Jones et al. 2014 による系統解析では、パレオカリヌスはこれらの属よりマルワレイタムシ科（Anthracomartidae）に近縁とされる。

### 種

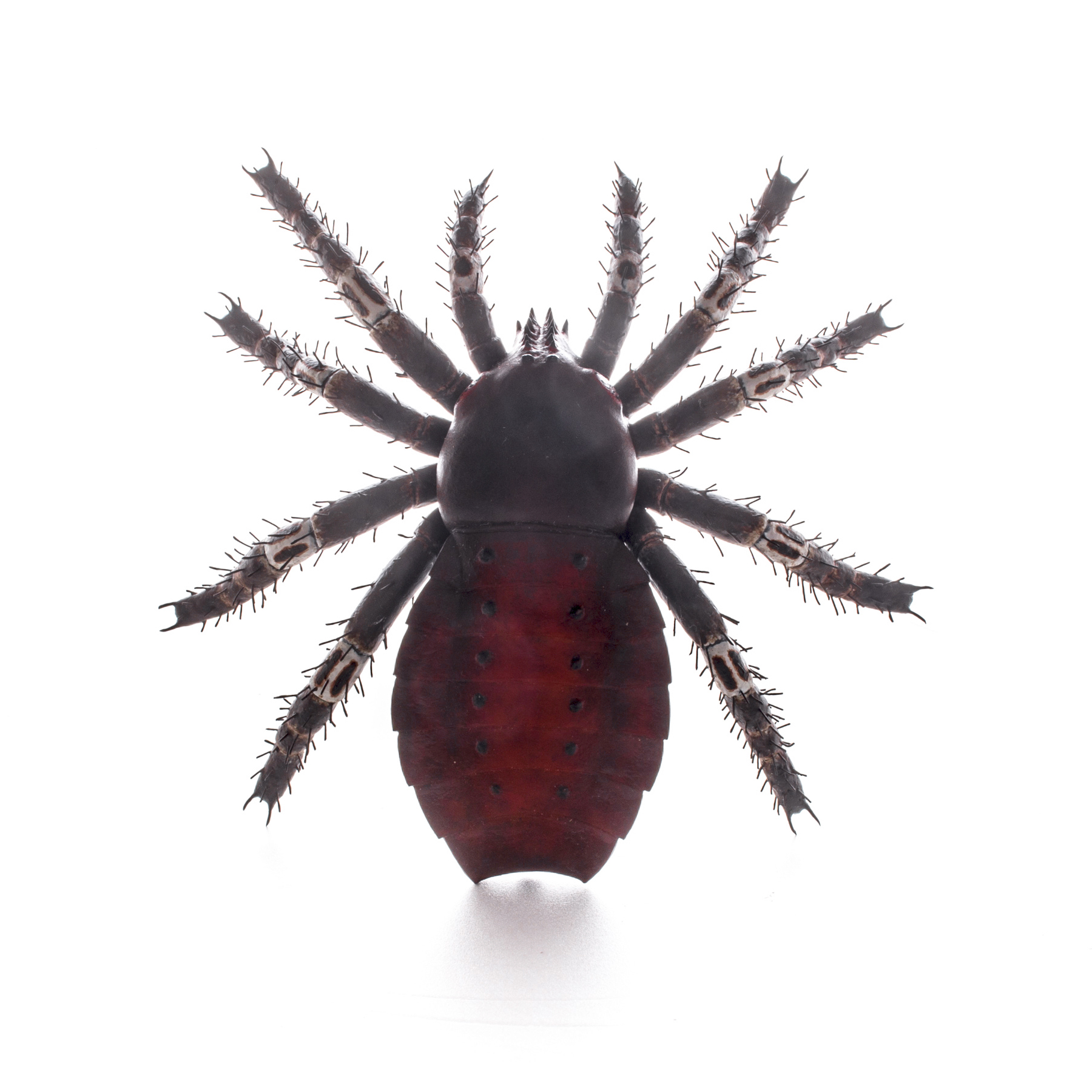
Palaeocharinus rhyniensis の復元模型

2020年現在、パレオカリヌス属 Palaeocharinus は次の6種が含まれる。
- Palaeocharinus calmani Hirst, 1923
- Palaeocharinus hornei (Hirst, 1923)（=Palaeocharinoides hornei）[12]
- Palaeocharinus kidstoni Hirst, 1923
- Palaeocharinus rhyniensis Hirst, 1923（タイプ種）
- Palaeocharinus scourfieldi Hirst, 1923
- Palaeocharinus tuberculatus Fayers, Dunlop & Trewin, 2005[1]

パレオカリヌスは Hirst 1923 によって5種が記載され、その頃では腹板の形態に基づいて本属とパレオカリノイデス（Palaeocharinoides）の2属に分かれていた。この同定形質は Shear et al. 1987 によって否定され、Palaeocharinoides は本属のシノニムと見直されるようになった。また、Hirst 1923 に記載された一部の種は単に化石の保存状態の違いに基づいた区分のため、有効性が疑問視される。Palaeocharinus tuberculatus は Dunlop & Trewin 2005 に記載され、この種は全身を走るコブと隆起線により他のパレオカリヌスの種から区別できる。